# 賴茨維爾比奇 (北卡羅萊納州)
賴茨維爾比奇（英語：Wrightsville Beach）是一個位於美國北卡羅萊納州新漢諾威縣的城鎮。

## 人口
根據2020年美國人口普查的數據，賴茨維爾比奇的面積為5.89平方千米，當中陸地面積為3.61平方千米，而水域面積為2.28平方千米。當地共有人口2473人，而人口密度為每平方千米420人。